# Cynoglossus monodi
Espèce
Cynoglossus monodi est une espèce de poissons pleuronectiformes (c'est-à-dire des poissons plats ayant des côtés dissemblables).
Cynoglossus monodi a été nommée en hommage à Théodore Monod.